# Stanislav Zvolenský

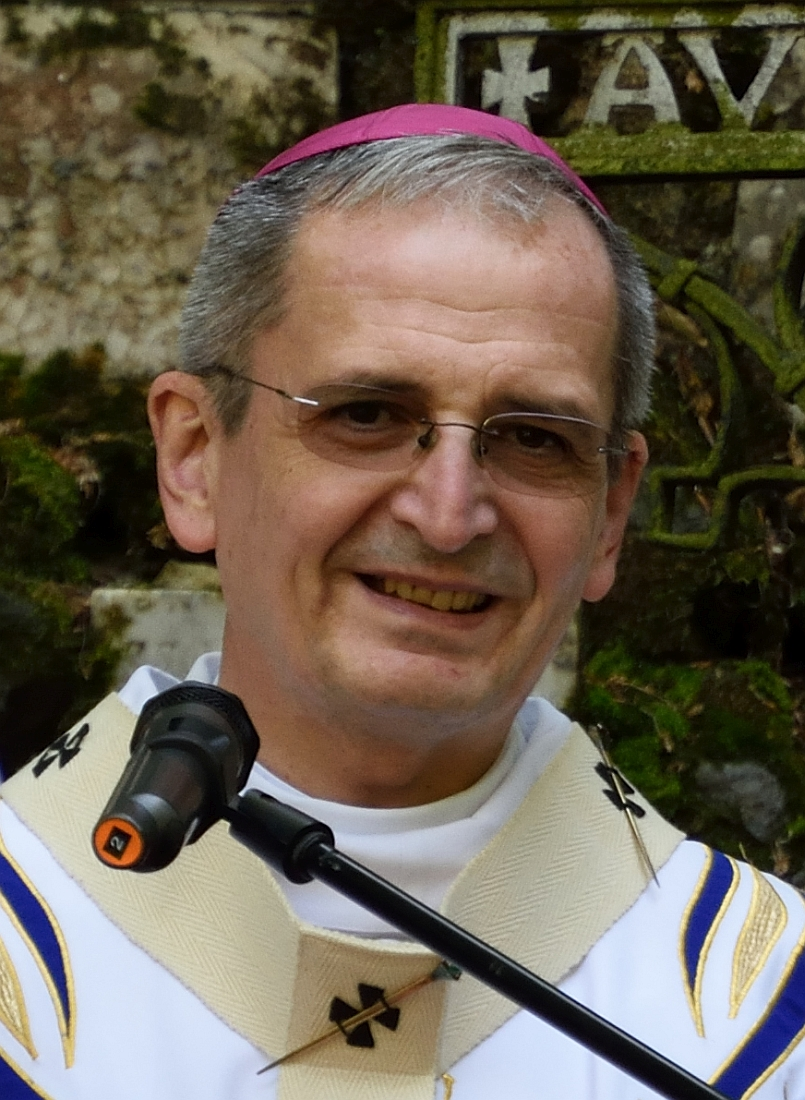
Stanislav Zvolenský (2016)

Wappen des Erzbischofs

Stanislav Zvolenský (* 19. November 1958 in Trnava, Tschechoslowakei) ist ein slowakischer Bischof, der Erzbischof des Erzbistums Bratislava, der Vorsitzende der Slowakischen Bischofskonferenz und der Großkanzler der Römisch-Katholischen Theologischen Kyrill-und-Methodius-Fakultät der Komenský-Universität in Bratislava.

## Leben

### Studium und Priestertum
Stanislav Zvolenský wurde 1958 im westslowakischen Verwaltungsgebiet Trnavský kraj geboren. Nach dem Studium der Theologie an der Römisch-Katholischen Theologischen Kyrill-und-Methodius-Fakultät der Komenský-Universität in Bratislava und nach der Vorbereitung zum Priestertum im Priesterseminar der heiligen Kyrill und Method in Bratislava wurde er am 13. Juni 1982 von Julius Gábriš, dem Apostolischen Administrator des Erzbistums Trnava, im Martinsdome zum Priester geweiht. Er wirkte als Kaplan in Galanta und Hlohovec. Von 1990 bis 1992 wurde er der Pfarrer des Sprengels Bratislava-Vajnory.
1992 fing er das postgraduelle Studium der Theologie in Innsbruck an. Später studierte er an der Päpstlichen Universität Gregoriana, wo er 1998 das Doktorat vom Kirchenrecht erlangte. Nach seiner Rückkehr in die Slowakei wurde er zum diözesanen Richter und zum Fachassistent der Römisch-Katholischen Theologischen Kyrill-und-Methodius-Fakultät der Komenský-Universität ernannt. In 2001 wurde er zum Prodekan der Römisch-Katholischen Theologischen Kyrill-und-Methodius-Fakultät der Komenský-Universität und am 27. September 2001 zum Offizial des Erzbistums Bratislava-Trnava.

### Weihbischof
Papst Johannes Paul II. ernannte ihn am 2. April 2004 zum Titularbischof des Titularbistums Nova Sinna und gemeinsam mit Ján Orosch zum Weihbischof in Bratislava-Trnava. Ján Sokol, Erzbischof von Bratislava-Trnava, weihte beide am 2. Mai 2004 in der Kathedrale des heiligen Johannes des Täufers in Trnava zum Bischof. Mitkonsekratoren waren Dominik Tóth, der emeritierte Weihbischof von Bratislava-Trnava, und Henryk Józef Nowacki, der apostolische Nuntius der Slowakei. Er wählte den Wahlspruch „Fiat voluntas Tua“ – „Dein Wille geschehe“ gewählt.

### Erzbischof
Papst Benedikt XVI. ernannte ihn am 14. Februar 2008, am Hochfest der heiligen Kyrill und Method, der Mitpatronen Europas, zum Erzbischof des neuerrichteten Erzbistums Bratislava und zum Metropolit der Kirchenprovinz Bratislava mit Suffragandiözesen Trnava, Banská Bystrica, Nitra und Žilina. Jozef Kardinal Tomko, päpstlichem Legaten, führte ihn am 8. März 2008 in sein neues Amt ein. Am 29. Juni 2008, am Hochfest der heiligen Apostels Petrus und Paulus, übergab ihm Papst Benedikt das Pallium.

## Mitgliedschaften
- Oberster Gerichtshof der Apostolischen Signatur (seit 2010)[7]